# بروس إيكل
بروس إيكل (بالإنجليزية: Bruce Eckel)‏ ( من مواليد 8 يوليو 1957) هو مؤلف العديد من الكتب والمقالات حول برمجة الكمبيوتر. ويقوم أيضا بإعطاء محاضرات وندوات متكررة لمبرمجي الكمبيوتر. أعماله المعروفة هي Thinking in Java (التفكير في جافا) و++Thinking in C (التفكير في سي++)، وهي للمبرمجين الذين يريدون تعلم لغات البرمجة جاوة أو سي++، وخاصة أولئك الذين لديهم خبرة قليلة في برمجة كائنية التوجه. كان إيكل عضوا مؤسسا للجنة القياسية المعهد القومي الأمريكي للقياس/المنظمة الدولية للمعايير سي++.
و قال مؤخرا أن كتبه متوفرة للتحميل مجانا.

## روابط خارجية
- موقع بروس إيكل
- آخر الأخبار عن كتبه المقبلة
- قائمة مقابلات مع بروس إيكل